# Патернализм
Патернали́зм (от лат. paternus — «отцовский, отеческий») — система отношений, при которой власти обеспечивают базовые потребности граждан, а граждане в обмен на это позволяют властям диктовать модели своего поведения, как публичного, так и частного характера.
Патернализм отражает узость перспективы, социальное объединение путём принятия единственного кодекса этики, ограничения интересов и форм опыта теми, которые уже установились как традиционные. Патернализм — система отношений, основанная на покровительстве, опеке и контроле старшими младших (подопечных), а также подчинении младших старшим.
1. Патернализм во внутригосударственных отношениях — принципы и практика государственного управления, построенного по образу контроля государства над людьми (аналогично контролю отца над детьми в патриархальной семье)[1].
2. Патернализм в трудовых отношениях (в некоторых странах) — система дополнительных льгот, субсидий и выплат на предприятиях за счёт предпринимателей с целью закрепления кадров, повышения производительности, смягчения напряжения.
3. Патернализм в международных отношениях — опека крупными государствами более слабых стран, колоний, подопечных территорий.

## Патернализм как система отношений власти и граждан
Патернализм, в значении описания формы государственного устройства, имеет следующие особенности:
1. Подчинённый находится в ресурсной зависимости от патерналиста, возможно, добровольной. Поскольку многие риски, связанные с добычей ресурсов, берёт на себя патерналист, это может быть выгодно для подчинённого.
2. Патерналист обычно является отдельным лицом, в то время как его подчинённые рассматриваются как коллектив. Возможно также возникновение иерархических структур, при котором патерналист делегирует часть своих полномочий.
3. Идеологический аспект патернализма связан с оправданием подчинения, подчёркивающим заботливую роль патерналиста. Подчёркивается, что подчинённые не обладают достаточной самостоятельностью, чтобы оценить возможные последствия своих поступков и решений. Таким образом, они могут нанести себе необратимый вред, и над ними необходим контроль для их же блага. Вместе с этим, с подчинённых снимается часть ответственности за это[что?].
4. Патернализм обычно является распространённым отношением, охватывающим все аспекты жизни подчинённых и затрагивающим личность в целом, не ограничиваясь отдельными видами деятельности индивида.

Идеология патернализма рассматривается как противоречащая социальному дарвинизму и либерализму.

## Критика патернализма в медицине
Патернализм (в медицине) — классическая модель взаимоотношений между врачом и пациентом, при которой пациент полностью полагается на квалификацию и опыт лечащего врача. При таком типе взаимодействия врач выступает в роли «отца», заботящегося о «ребёнке», и полностью берёт на себя ответственность за здоровье и жизнь пациента. Пациент, в свою очередь, является пассивным субъектом и не принимает никаких решений относительно процесса лечения. Главным недостатком подобного подхода к лечению является тот факт, что пациент лишён возможности управлять своими жизнью и судьбой. Больной не может выбирать наиболее приемлемый для него метод лечения из нескольких возможных и принимать окончательное решение относительно своего здоровья.
Патерналистская установка впервые появляется в клятве Гиппократа: врач обязуется следовать присяге «согласно своим силам и разумению». В современном российском законодательстве в основу патерналистской модели заложены деонтологические принципы, закреплённые в Клятве врача РФ.
В конце XX века набирают силу антипатерналистские настроения, в США и странах Западной Европы начинают разрабатываться и внедряться новые модели взаимоотношений «врач — пациент». В 1972 году Американская ассоциация больниц одобрила билль о правах пациентов, в котором среди основополагающих прав было закреплено право пациента на информацию. На смену принципу патернализма пришёл принцип сотрудничества, который предполагал информирование пациента обо всех этапах лечения и получение от него согласия на проведение лечебных процедур (так называемое «информированное согласие»).
В настоящее время наравне с патерналистской моделью существует ещё три модели взаимодействия «врач-пациент»:
- Модель технического типа — тип взаимодействия врача и пациента, при котором врач относится к пациенту как к «неисправному механизму». Основная цель врача при данной модели коммуникации — устранить «неполадку» в организме пациента, при этом главный принцип, которым руководствуется врач, — беспристрастность. Ответственность за исход лечения при использовании модели технического типа лежит как на враче, так и на пациенте, за которым остаётся последнее слово относительно выбора методов лечения.
- Модель коллегиального типа — тип взаимодействия врача и пациента, при котором они выступают как равные коллеги. Социодемографические характеристики пациента (социальный статус, возраст, пол и т. п.) не влияют на его равноправное с врачом положение. Ответственность за результат лечения при такой модели коммуникации лежит в равной степени на враче и на пациенте.
- Модель контрактного типа — тип взаимодействия врача и пациента, в основе которого лежит договор. В договоре прописываются принципы, которыми будут руководствоваться врач и пациент в общении друг с другом. Ответственность за результат лечения при такой модели коммуникации лежит как на враче, так и на пациенте. Последний сохраняет за собой право принимать окончательное решение относительно выбора методов лечения[3].

## Критика патернализма в юриспруденции
В учебнике «Гражданское право» под ред. проф. Е. А. Суханова о патернализме говорится следующее: 
Вместе с тем необходимое в отдельных случаях вмешательство государства в сферу частных интересов своих граждан не может становиться всеобъемлющим, безграничным и произвольным, а публичная власть не вправе считать себя главным выразителем и защитником этих интересов, даже если она полагает, что знает их лучше, чем сами их носители (что, к сожалению, исторически присуще отечественной государственности). При ином подходе у граждан быстро теряется интерес к инициативной, самостоятельной деятельности и, напротив, возникает заинтересованность в обходе законодательных предписаний с целью удовлетворения объективно существующих у них частных потребностей, что в конечном итоге не идёт на пользу и самому государству.
В учебнике «Теория государства и права» под ред. проф. С. С. Алексеева о патернализме говорится следующее[страница не указана 1392 дня]:

- Патернализм, вождизм порождает и многочисленных идеологических «оруженосцев», готовых на все лады восхвалять вождей, оправдывать в глазах людей самые негативные их действия и решения. Наиболее уродливо эта тенденция проявилась во времена сталинского тоталитаризма.
- Вековые монархия и самодержавие породили другую традицию — патернализм. Он выражается в насаждении в общественном сознании идеи о непогрешимости носителя верховной власти, его обожествлении и одновременно в неограниченном произволе, бесправии и раболепстве подданных, отрицании свободы и демократии.
- Российская многовековая традиция патернализма нашла воплощение в мелкобуржуазном вождизме, характерном для многомиллионной крестьянской страны. Психология вождизма, бюрократическое обожествление авторитета и послужили питательной средой культу личности Сталина.

В другом источнике, учебник «Теория государства и права», автор А. Ю. Ларин, отмечаются следующее недостатки патерналистской теории происхождения государства:

Представители данной доктрины упрощают процесс происхождения государства, по сути дела экстраполируют понятие «семья» на понятие «государство», а такие категории, как «отец», «члены семьи», необоснованно отождествляются с категориями «государь», «подданные». К тому же по свидетельству историков семья (как социальный институт) возникла практически параллельно с возникновением государства в процессе разложения первобытнообщинного строя.

Дмитрий Медведев на посту Президента Российской Федерации связывал часть негативных явлений российской действительности с патерналистскими настроениями в обществе:

Широко распространённые в обществе патерналистские настроения. Уверенность в том, что все проблемы должно решать государство. Либо кто-то ещё, но только не каждый на своём месте. Желание «делать себя», достигать шаг за шагом личных успехов не является нашей национальной привычкой. Отсюда безынициативность, дефицит новых идей, нерешённые вопросы, низкое качество общественной дискуссии, в том числе и критических выступлений. Общественное согласие и поддержка обычно выражаются молчанием. Возражения очень часто бывают эмоциональными, хлёсткими, но при этом поверхностными и безответственными. Что ж, и с этими явлениями Россия знакома не первые сто лет.

## Критика патернализма в экономике
Гайдар Е. Т., один из основных руководителей и идеологов экономических реформ в России начала 1990-х, охарактеризовал ситуацию 1980-х — начала 1990-х следующим образом: 
«Человек, который относится к государству, как мальчик детсадовского возраста к собственному отцу: он его одновременно любит и боится, он лишен всяческих забот о собственном жизнеобеспечении, поскольку все эти заботы лежат на отце, он ему бесконечно доверяет, вся его жизнь целиком зависит от отца, поскольку только папа вправе наказать или похвалить его. Так вот, социальный инфантилизм, неспособность самому взять на себя ответственность за собственную судьбу, тотальное доверие государству и зависимость от него — это и есть сущность советского человека. Однако с началом перестройки инфант, этот советский ребёнок, начал быстро „взрослеть“. Через 10 лет он уже превратился в подростка, который принялся поругивать государство-отца, относиться к нему иронически, однако все еще в рамках родственных отношений типа „сын — родитель“. Взросление продолжается, и недалек уже тот день, когда абсолютное большинство россиян поймут, что государство — не отец и не родственник вовсе, а наемный работник, которому мы платим налоги за то, что он управляет некоторыми нашими общими делами. И не более того».
В статьях, размещённых на официальном сайте РАН, обращалось внимание на то, что снижение доли оплаты коммунальных услуг для малообеспеченных слоёв населения не имеет никакого отношения к отеческой заботе государства о гражданах, отмечалось, что это не патернализм, а рыночные механизмы, единственная возможность расширить покупательную способность населения и обеспечить стабильные тарифы, не снижая конкурентоспособности страны по отношению к импорту, не увеличивая безработицу, нищету, криминал и терроризм. Доктор экономических наук В. М. Зубов в статье, опубликованной в газете «Известия» и на официальном сайте РАН, считал, что излишний патернализм вреден образованию, которое должно быть в первую очередь рыночным инвестиционным проектом:

Мы привыкли относиться к образованию, как и ко всем отраслям социальной сферы, как к собесу, пока не смогли разорвать цепкие объятия патернализма. Там, где патернализм эффективен (например, в подготовке школьников младших классов), — мы занимаем первые места в международных рейтингах. А там, где надо уйти от модели образовательного собеса к образованию как инвестиционному проекту, — мы оказываемся аутсайдерами. В последнем рейтинге ни одного российского университета нет среди 200 лучших вузов мира. Освоив модель образовательного собеса, мы достигли высоких результатов, но для университетов нужна модель инвестирования в человеческий капитал.

Руководитель секции экономики РАН академик Дмитрий Львов обращал внимание на то, что авторитетные конференции и форумы, которые проводит правительство, в значительной степени игнорируют экономическую науку бессмысленными рассуждениями о конфликте либерализма и патернализма. Он отметил:

Где господин Греф видел жёсткий патернализм или чистый либерализм? И то и другое — испытанные атрибуты рынка.

Предприниматель Леонид Казинец приобрёл широкую известность после интервью «Москва — это правильная тусовка» корреспонденту журнала «Огонёк» (№ 24 от 11—17 июня 2007 года) Екатерине Даниловой, в котором он сказал в том числе следующее о патерналистской политике в городе Москве:

- А что в этом хорошего? Мы плодим паразитов. У нас и так было общество людей, которые были инфантильны и считали, что государство должно им всё дать. И мы продолжаем плодить патерналистские настроения в обществе.
- Москва станет комфортной, зелёной и красивой, как только она откажется от патерналистской политики.
- Популизм и патернализм — вот что погубит Россию.

В 2009 году Никита Белых, губернатор Кировской области, говорил следующее:

То есть у нас ведь проблема заключается в том — могу ссылаться, могу не ссылаться на известную статью Дмитрий Анатольевича «Россия, вперёд!» по поводу бед, которые у российского общества существуют… одна из бед, которую я считаю главной, как ни странно, главнее, чем коррупция и экономическая отсталость. Это патерналистские настроения в обществе.

В декабре 2017 года Forbes опубликовал статью предпринимателя Петра Авена, в которой он высказался о патернализме в современной Российской Федерации: 
«Развитию бизнеса, конечно, мешает государственный патернализм, у нас действительно очень большая доля доходов домохозяйств по-прежнему приходит из бюджета. Люди считают, что государство поможет. На самом деле это часто зарывает в землю таланты, способности, которые вполне могли быть реализованы в бизнесе. <> Сегодня мир очень меняется, всё убыстряется, всё становится совсем другим, особенно с появлением цифровых технологий. Умение больше жить будущим и в некоторой степени меньше опираться на прошлое, вместе с тем хорошо его зная, — новая черта современности. Сегодня лидер — это человек, хорошо понимающий своё время, очень ответственный, хорошо относящийся к людям, способный чувствовать будущее, чувствовать историю».

Самое главное — никогда нельзя ждать какого-то руководящего указания. У нас очень патерналистское государство всегда было. Отчасти это хорошо, потому что это сохраняет традиции, но, с другой стороны, каждый человек индивидуально должен понимать, что 90 % его личного успеха будет зависеть от него лично. Вот по этому не нужно ждать, нужно воспользоваться поддержкой, там где она есть, а сеть такой поддержки создаётся всё шире и шире, она будет более широкой в последующие годы, более основательной и содержательной с точки зрения наполнения государственными финансами, но каждый из вас должен сам искать свой путь в жизни, брать свою судьбу в свои собственные руки. Иначе нам удачи не видать. Только так. Только личная инициатива и напряжённая работа над собой. Вот я вас хочу именно к этому призвать.

— Владимир Путин, на форуме «ПроеКТОриЯ». Ярославль, декабрь 2018